# Nationaal Park Sebezjski
Nationaal Park Sebezjski (Russisch: Национальный парк Себежский) werd opgericht op 1 juli 1996 per decreet van de regering van de Russische Federatie. Het ligt in het zuidwesten van de oblast Pskov tegen de grens met Letland en Wit-Rusland. Het is een glaciaal gevormd licht glooiend landschap waarbij in de kommen meren zijn ontstaan. De oppervlakte bedraagt circa 50.000 hectare waarvan 23.000 ha is bedekt met bossen en 7.000 ha bestaat uit meren en riviertjes. Voorts zijn er graslanden, veengebieden en moerassen. Een deel is in agrarisch gebruik. Behalve Sebezj aan de noordkant liggen verspreid in het park enkele dorpen en gehuchten, inmiddels deels onbewoond. In het stadje Sebezj, waarvan de zuidelijke helft binnen het park ligt, bevindt zich het kantoor van het park.

## Bossen
De bossen maken deel uit van de zuidelijke taigagordel die over het hele Europese deel van Rusland loopt. Het grondgebied was door de slechte afwatering nooit erg geschikt voor landbouw, sinds de oprichting van het park zijn de onrendabele agrarische activiteiten geleidelijk verminderd en hebben de bossen zich uitgebreid. Ze bestaan voornamelijk maar niet uitsluitend uit elzen en berken, sparren en grove dennen. Bomenkap heeft al zeker 30 jaar niet meer plaatsgevonden afgezien van enig particulier gebruik.

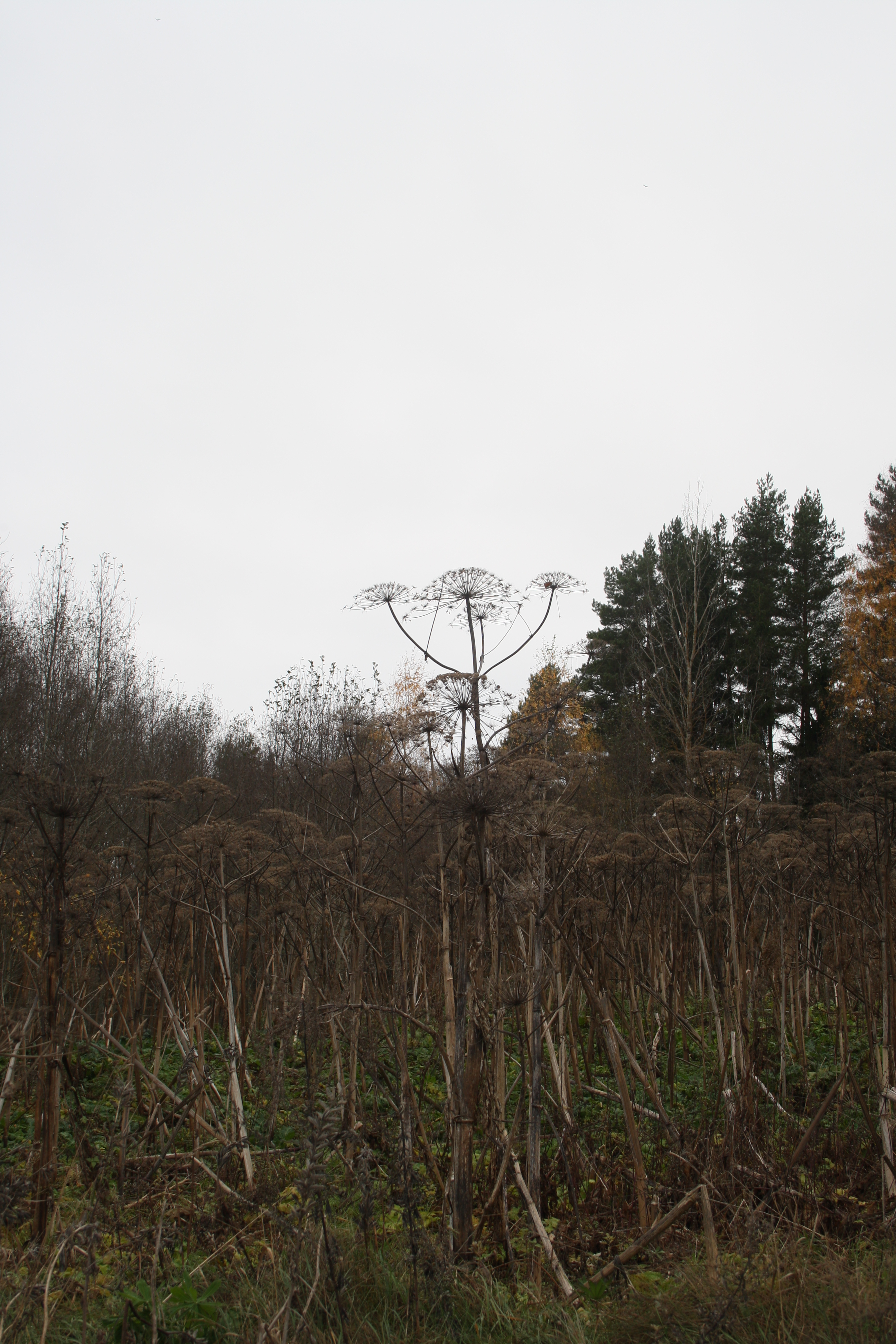
Berenklauw komt algemeen voor

Het gebied kent een diverse fauna. Enkele van de grotere diersoorten die voorkomen zijn het wild zwijn (Sus scrofa), bruine beer (Ursus arctos), Euraziatische lynx (Lynx lynx), vos (Vulpes vulpes), boommarter (Martes martes), bever (Castor fiber), das (Meles meles), gewone wasbeer (Procyon lotor), eland (Alces alces) en ree (Capreolus capreolus). De dieren zijn echter schuw en laten zich niet snel zien. Jacht is verboden, de handhaving hiervan is mogelijk problematisch.
Er komen circa 200 vogelsoorten voor waarvan er 15 op de Russische rode lijst staan, waaronder zwarte ooievaar (Ciconia nigra), klapekster (Lanius excubitor) en diverse soorten arend zoals visarend (Pandion haliaetus). Daarnaast komen het korhoen (Lyrurus tetrix) en auerhoen (Tetrao urogallus) in redelijke aantallen voor.

## Meren
Er zijn tientallen meren. De meesten zijn via waterlopen met elkaar verbonden. De grootste meren zijn Netsjeritsa (1.700 ha) en het Sebezjkimeer (1.600 ha). Ze zijn vrij ondiep maar bevaarbaar, sommige hebben eilandjes. Vissen is toegestaan met een vergunning, behalve in het voorjaar tot half juni. Op de grotere meren zijn motorbootjes vanaf half juni toegestaan. In de zomer vinden er roei- en zeilwedstrijden plaats. Een probleem is nog de lozing van ruim 50.000 kuub riool- en industrieel afvalwater per jaar op de grote meren aan de zuidkant van Sebezj. Overigens is de pH-waarde met 7,5 à 8,5 prima.

## Recreatie en andere activiteiten
Wandelen, zeilen en roeien, al dan niet met begeleiding van een gids, zijn voor de hand liggende vormen van recreatie. Grote delen van het gebied zijn toegankelijk door de aanwezigheid van zand/grindwegen en bospaden. De toeristische voorzieningen zijn beperkt. Ten behoeve van buiten-activiteiten voor het gezin of groepen zijn op diverse plekken, vooral langs de meren, picknickplaatsen, schuilhutten, toiletten en stookplaatsen aanwezig. Voor een langer verblijf zijn een aantal basic campings en enkele zomerhuizen beschikbaar. Met name buiten het zomerseizoen is de grote mate van rust en stilte kenmerkend, zelfs condensstrepen van vliegtuigen zijn afwezig.

## Afbeeldingen

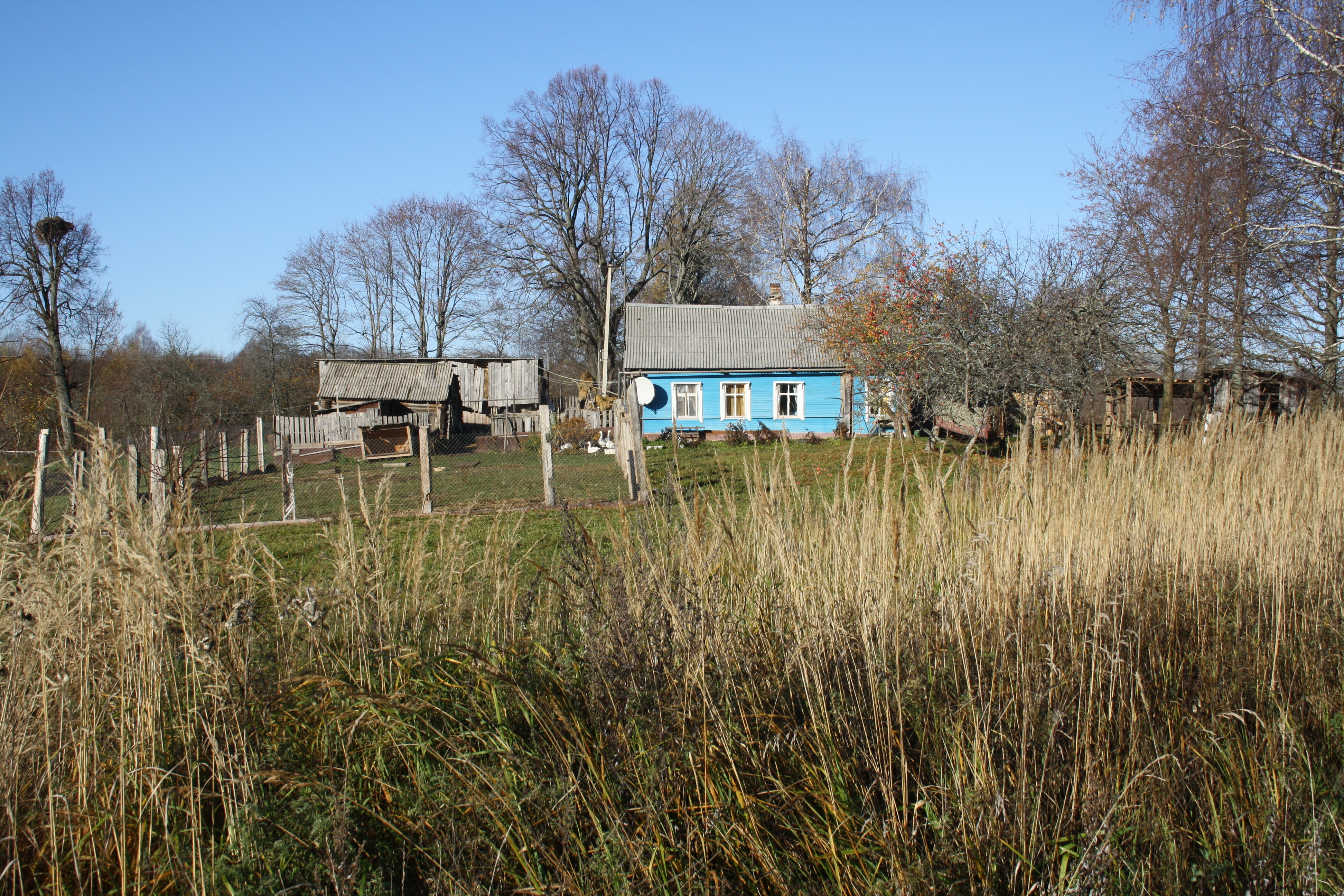
Nabij het dorpje Glembotsjino
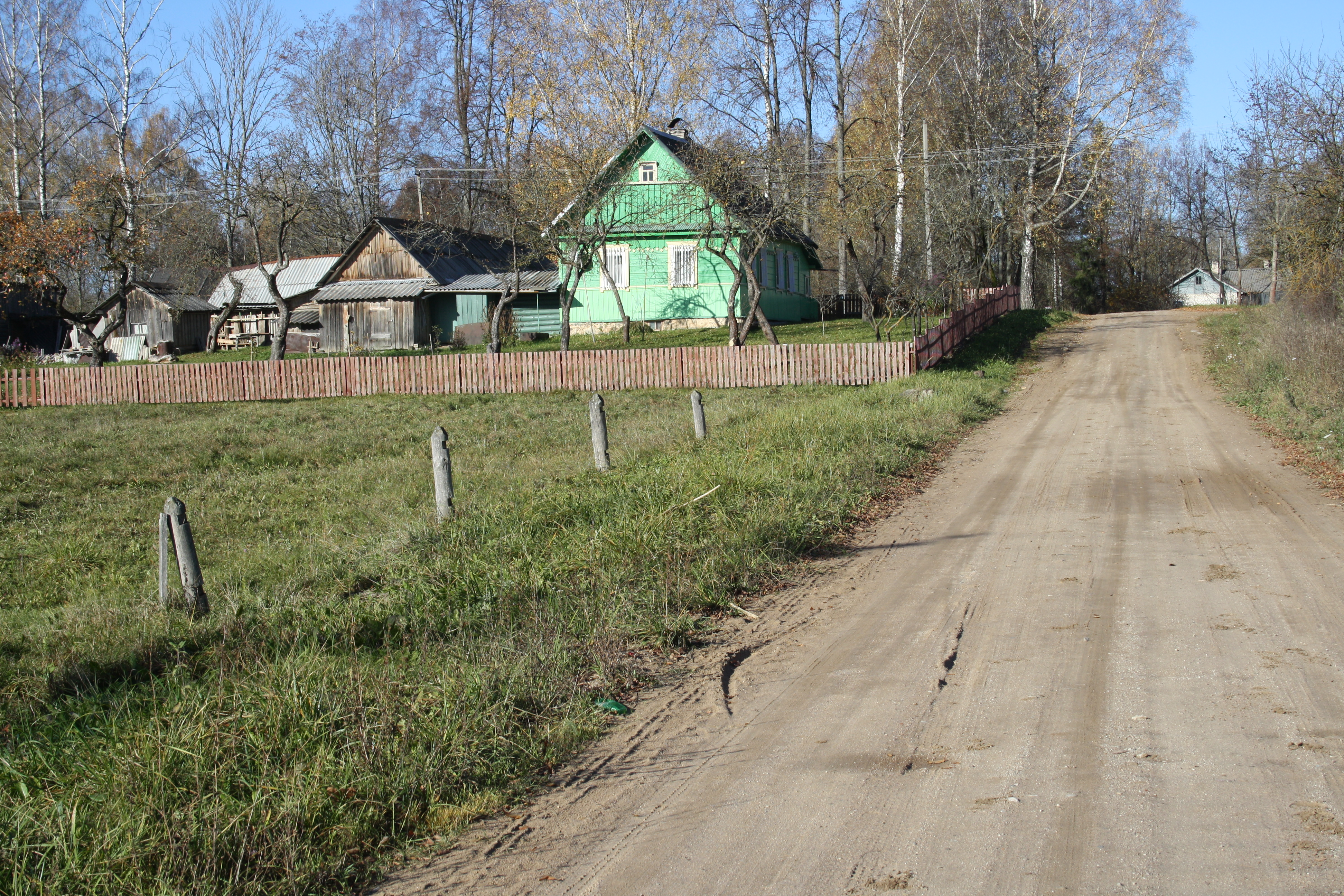
Houten huizen in Glembotsjino
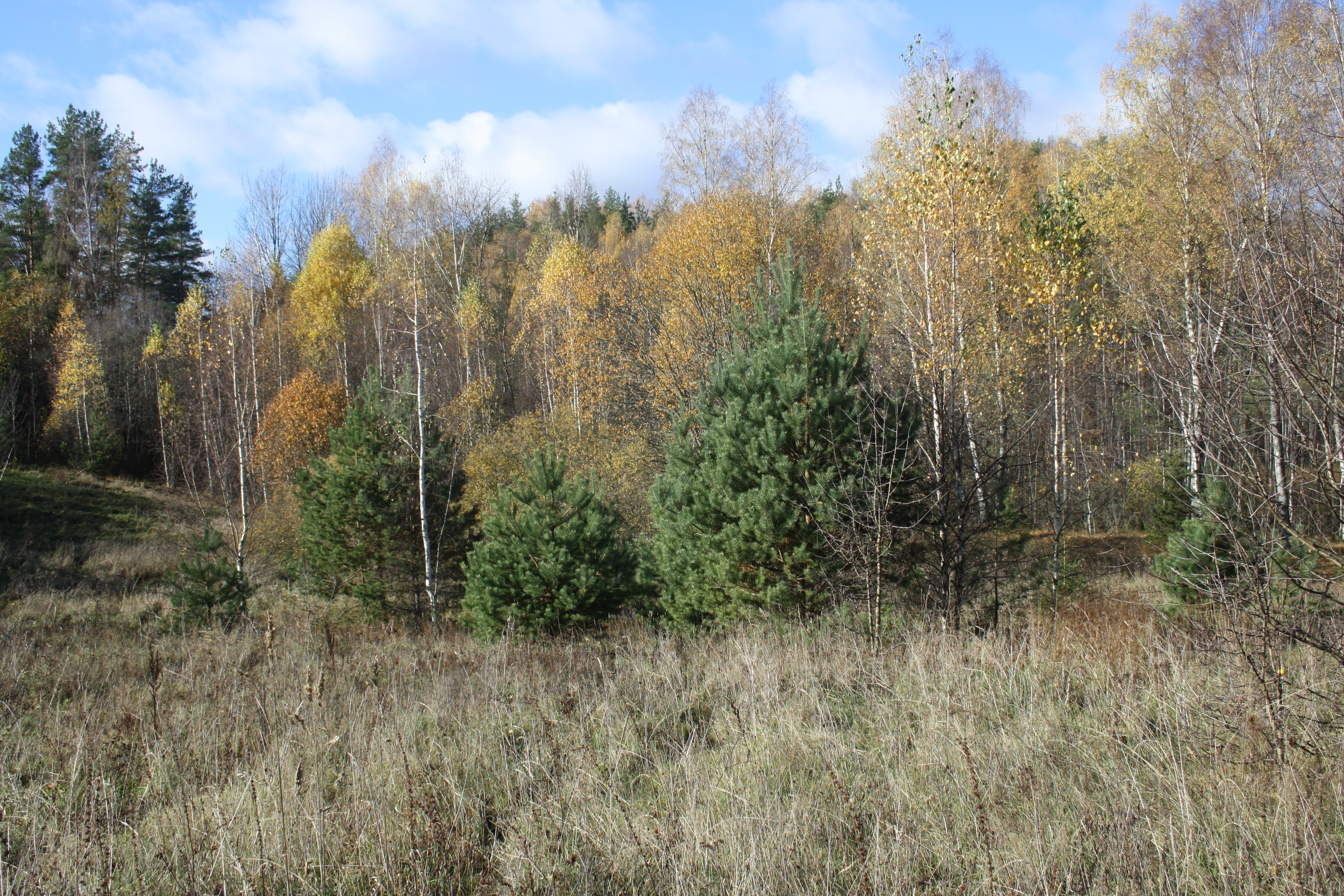
Boslandschap met herfstkleuren
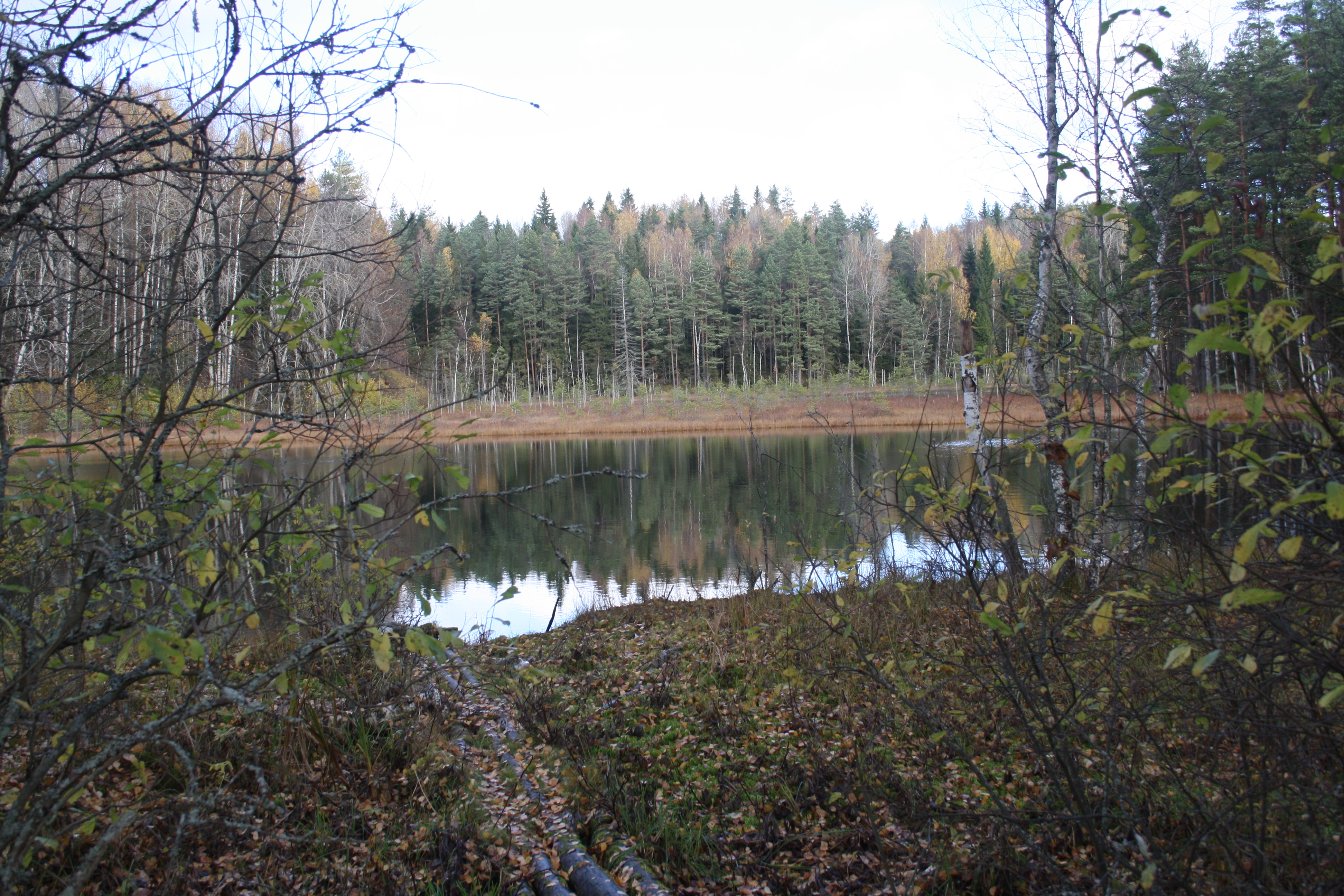
Een van de vele meren
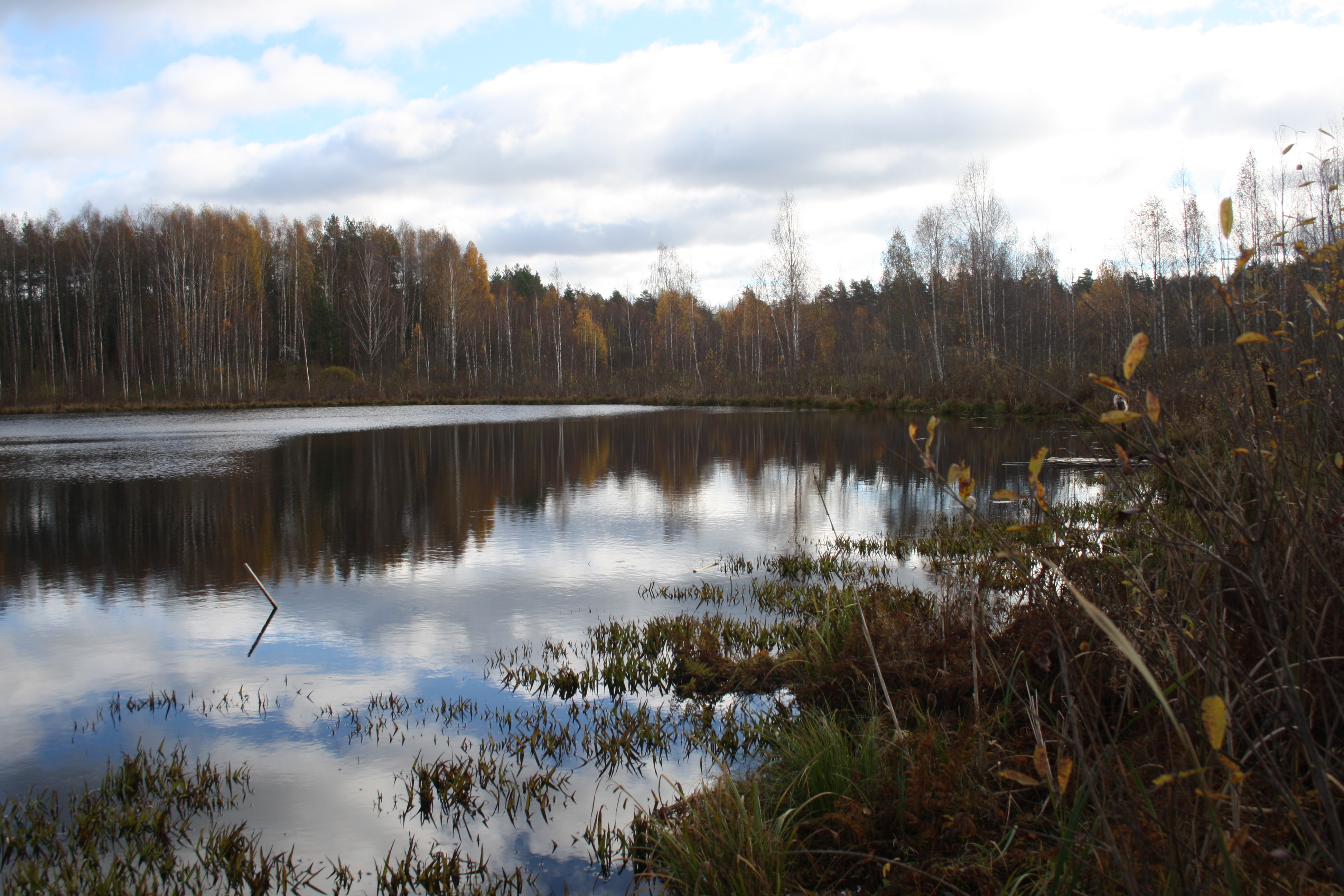
Ander meertje
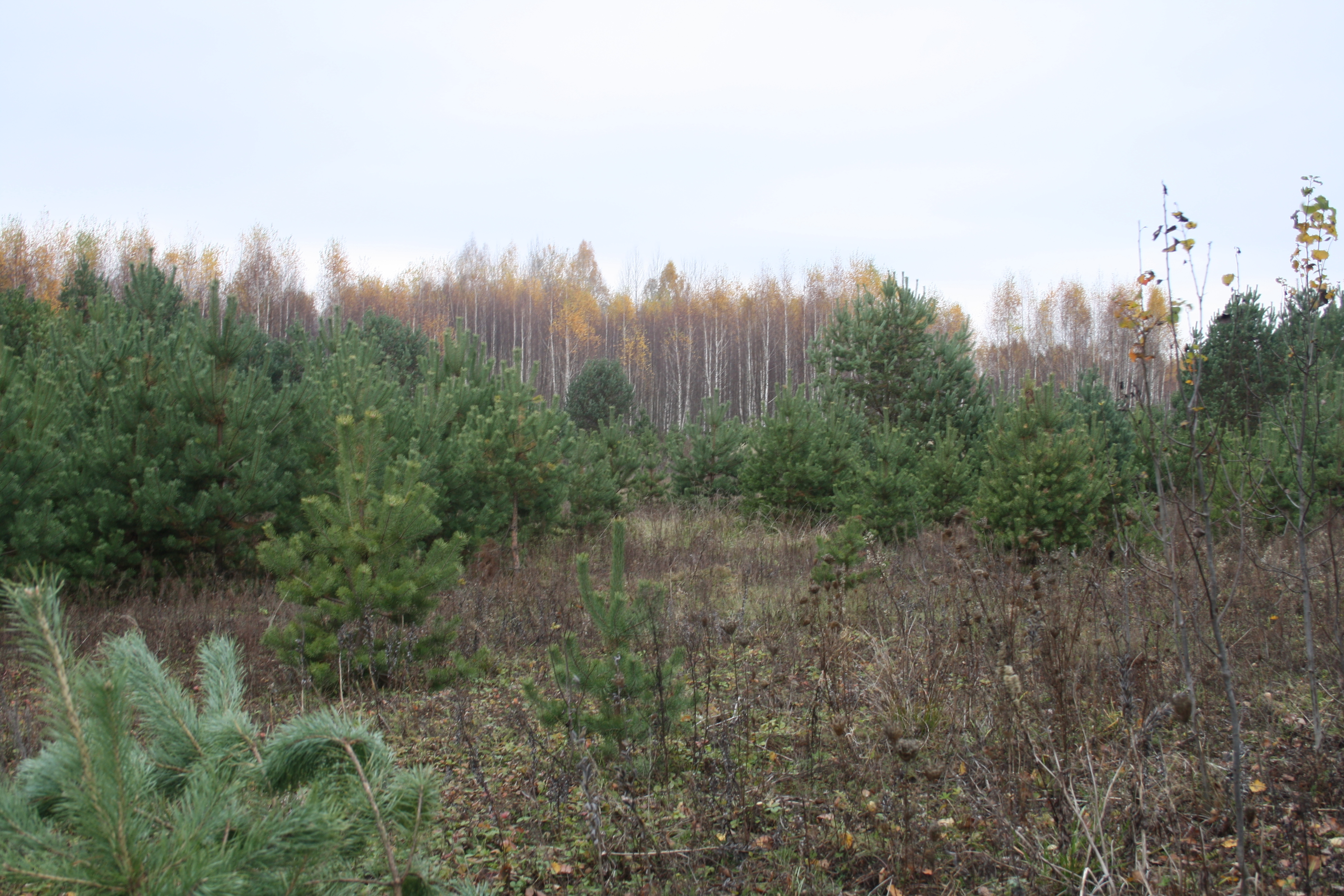
De auerhaan voedt zich met dennenknoppen en -naalden
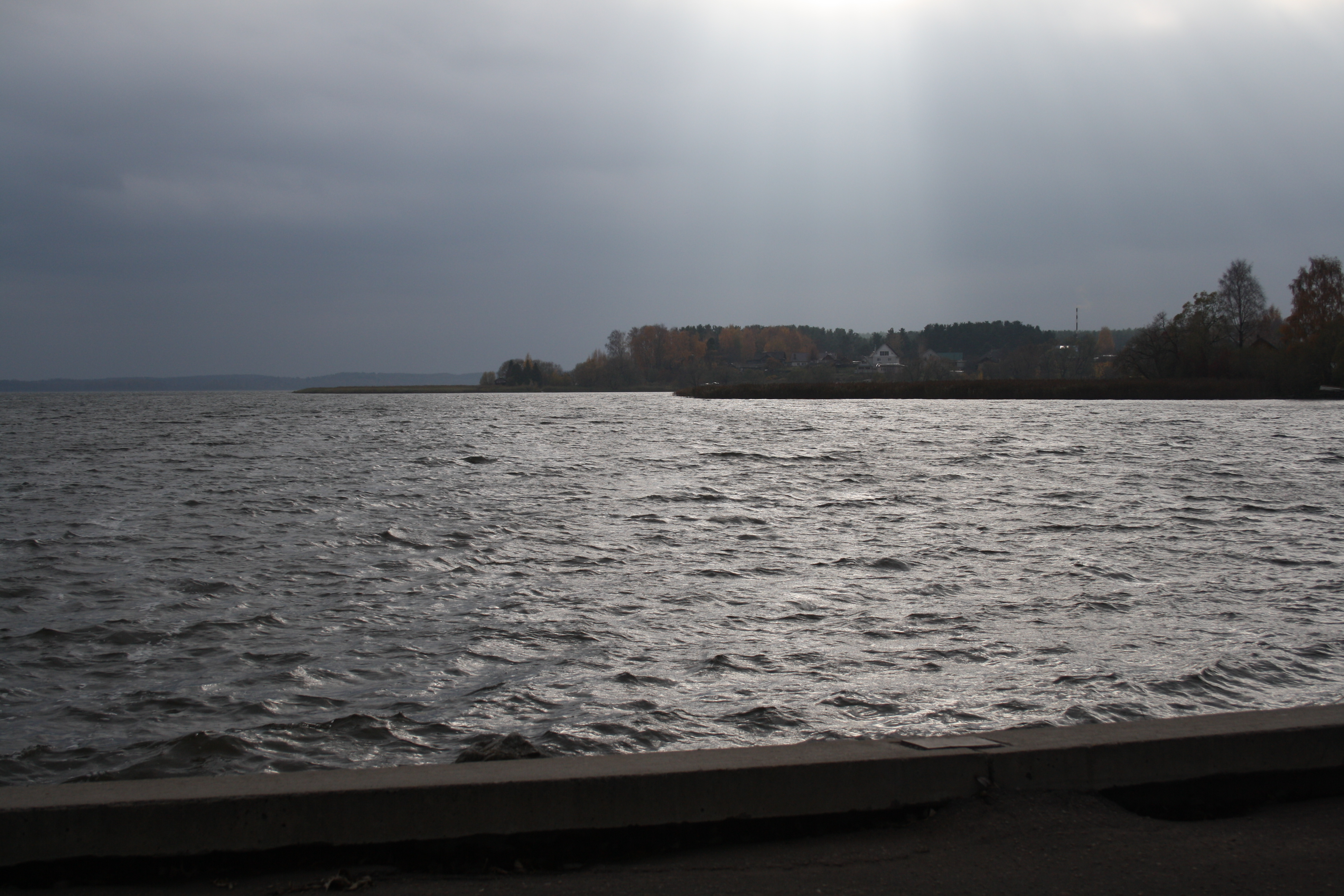
Sebezjkimeer